# Clibanarius foresti
Clibanarius foresti is een tienpotigensoort uit de familie van de Diogenidae. De wetenschappelijke naam van de soort is voor het eerst geldig gepubliceerd in 1959 door Holthuis.